# Freak in the weekend
Freak in the weekend is een lied van de Nederlandse rappers Frenna en Priceless. Het werd in 2018 als single uitgebracht en stond in hetzelfde jaar als derde track op het album Francis van Frenna.

## Achtergrond
Freak in the weekend is geschreven door Tevin Plaate, Francis Junior Edusei en Jackie Nana Osei en geproduceerd door Spanker. Het is een nummer uit het genre nederhop. In het lied rappen de artiesten over zij zich gedragen tijdens het uitgaan, vooral wat betreft het versieren van en het versiert worden door vrouwen. Op de B-kant van de single is een instrumentale versie van het lied te vinden. De single heeft in Nederland de platina status.
Het is niet de eerste keer dat de twee artiesten met elkaar samenwerken. Beide artiesten zijn onderdeel van rapformatie SFB en hadden ook enkele liedjes samen buiten de formatie. Dit waren onder andere Check en Wasteman. Na Freak in the weekend werkten ze nog samen op Rompe en Pop it.

## Hitnoteringen
De artiesten hadden succes met het lied in de hitlijsten van het Nederlands taalgebied. Het piekte op de derde plaats van de Nederlandse Single Top 100 en stond vijftien weken in deze hitlijst. Er was geen notering in de Nederlandse Top 40; het kwam hier tot de zesde positie van de Tipparade. Ook de Vlaamse Ultratop 50 werd niet bereikt, maar het kwam tot de 27e positie van de Ultratip 100.